# William Cannon
Pour les articles homonymes, voir Cannon.
William Cannon (né en 1755 près de Pittsburgh et mort en 1854 dans le Territoire de l'Oregon) est l'un des premiers pionniers de l'Oregon Country et le seul soldat enregistré de la guerre d'indépendance des États-Unis enterré dans l'actuel État de l'Oregon.
Il a participé à la bataille de Kings Mountain et la bataille de Cowpens.
Il est enterré à Saint-Paul.